# James Vaughan
James Oliver Vaughan (Birmingham, 1988. július 14. –) angol labdarúgó, aki jelenleg a Sunderlandben játszik csatárként.

## Pályafutása

### Everton
Vaughanra 2002-ben figyelt fel az Everton. Tehetsége mellett gyorsaságával kitűnt, a 100 méteres 11,5 másodperc alatt futotta le 13 éves korában, ezzel ő volt Nagy-Britannia harmadik leggyorsabb ilyen korú futója. A 2003/04-es idény után őt választották a liverpooliak legjobb 16 éven aluli játékosának.
2005. április 10-én, egy Crystal Palace ellen mérkőzésen debütált a felnőttek között, mindössze 16 évesen. Ezzel ő lett a legfiatalabb játékos, aki valaha pályára lépett az Evertonban. A meccsen gólt is szerzett, így ő lett a legfiatalabb gólszerző is. Az első rekordját azóta Jose Baxter már megdöntötte. 2005 nyarán megkapta első profi szerződését. A 2005/06-os szezon elején térdszalagsérülést szenvedett és később is akadtak kisebb-nagyobb problémái, ami miatt nem tudta beverekedni magát a kezdőbe.
Egy West Ham United elleni meccsen megszerezte második bajnoki gólját, majd a Chelsea ellen is betalált a Stamford Bridge-en. A 2006/07-es évad végén 2011-ig meghosszabbította szerződését csapatával és egy internetes szavazáson őt választották az Everton legjobb fiataljának. 2007. július 18-án, egy Preston North End elleni barátságos meccsen vállsérülést szenvedett, ami miatt három hónapig nem játszhatott.
Egy Birmingham City elleni meccsen tért vissza, az utolsó tíz percben állt be csereként és góljával 3-1-es sikerhez segítette csapatát. 2009. április 19-én, a Manchester United elleni FA Kupa-elődöntőn gólra váltotta maga tizenegyesét a büntetőpárbajban, ezzel döntőbe segítve az Evertont. A finálé második félidejébe csereként pályára lépett, végül a Chelsea nyert 2-1-re.
2009 szeptemberében három hónapra kölcsönvette a Derby County, de az Everton hamar visszahívta, mivel meg kellett műteni. A Derby jelezte, hogy 2010 januárjában ismét kölcsönvennék.

## Válogatott
Vaughan az U21-es angol válogatottal részt vett a 2007-es U21-es Eb-n.

## Fordítás
- Ez a szócikk részben vagy egészben  a   James Vaughan (footballer born 1988) című angol Wikipédia-szócikk fordításán alapul.  Az eredeti cikk szerkesztőit annak laptörténete sorolja fel. Ez a jelzés csupán a megfogalmazás eredetét és a szerzői jogokat jelzi, nem szolgál a cikkben szereplő információk forrásmegjelöléseként.